# ستيفان ماريني
ستيفان ماريني هو لاعب كرة قدم سويسري في مركز الدفاع، ولد في 23 يونيو 1965. شارك مع منتخب سويسرا لكرة القدم. أما مع النوادي، فقد لعب مع نادي آراو ونادي لوزيرن.

## وصلات خارجية
- ستيفان ماريني على موقع قاعدة بيانات كرة القدم.إي يو (الإنجليزية)
- ستيفان ماريني على موقع ناشيونال فوتبول تيمز (الإنجليزية)
- ستيفان ماريني على موقع عالم كرة القدم.نت (الإنجليزية)